# رفول غربي
رفول غربي (الاسم العلمي: Parotia sefilata)، طائر متوسط القد يطول حوالي 33 سم، مع ذيل متوسط الطول، وهي تنتمي إلى فصيلة طائر الجنة. أعطانها بابوا غينيا الجديدة وإندونيسيا.